# Silnice II/398
Silnice II/398 je silnice II. třídy, která vede z Vémyslic do Šafova. Je dlouhá 58,8 km. Prochází jedním krajem a jedním okresem

## Vedení silnice

### Jihomoravský kraj, okres Znojmo
- Vémyslice (křiž. II/396)
- Džbánice
- Trstěnice (křiž. II/400, III/3981, III/3982)
- Horní Dunajovice (křiž. III/40010, III/41312, III/39918)
- Mikulovice (křiž. II/399, III/3983, peáž s II/399)
- Rudlice (křiž. II/399, peáž s II/399)
- Vevčice
- Černín (křiž. III/3985)
- Jevišovice (křiž. II/361, peáž s II/361)
- Boskovštejn (křiž. III/3986)
- Pavlice (křiž. I/38, III/3987, peáž s I/38)
- Vranovská Ves (křiž. I/38, peáž s I/38)
- Šumná (křiž. II/408, III/3988, peáž s II/408)
- Lesná (křiž. II/408, III/40818, peáž s II/408)
- Onšov (křiž. II/3989, III/40818)
- Vranov nad Dyjí (křiž. III/39810)
- Podmyče (křiž. III/39815, III/39817)
- Šafov (křiž. II/409, III/39819, III/39820)